# Чернихівці (ґміна)
Гміна Чернихівці (пол. Gmina Czernichowce) — колишня (1934—1939 рр.) сільська гміна Збаразького повіту Тарнопольського воєводства Польської республіки (1918—1939) рр. Центром гміни було село Чернихівці.
До складу гміни входили сільські громади: Чернихівці, Охримівці, Валахівка, Заруддя, Збараж Старий. Налічувалось 1 166 житлових будинків. 

17 січня 1940 року ґміна ліквідована у зв’язку з утворенням Збаразького району.